# André Silva (futebolista)
André Miguel Valente da Silva (Baguim do Monte, 6 de novembro de 1995) é um futebolista português que atua como centroavante. Atualmente joga no Elche. 

## Carreira

### Inicio
Antes de se tornar profissional, André Silva jogou maioritariamente no Salgueiros, tendo passado também pelo Boavista e pelo Padroense, antes de rumar às camadas jovens do Porto em 2011.

### Porto
Estreou como profissional no dia 12 de agosto de 2013, numa vitória por 3–2 sobre o Beira-Mar. Marcou seu primeiro gol pelo Porto B no dia 21 de agosto, na vitória por 1–0 sobre o Portimonense. Terminou a temporada 2013–14 com três gols em 20 jogos.
André Silva terminou sua segunda temporada com sete gols em 35 jogos, ajudando o Porto B a ocupar a 13ª posição da Segunda Liga. No dia 21 de novembro de 2014, renovou com o Porto até junho de 2019, com cláusula de rescisão de 25 milhões de euros.
Já no dia 29 de dezembro de 2015 estreou pela equipe principal do Porto, na derrota por 3 a 1 para o Marítimo pela Taça da Liga. Marcou seu primeiro gol pela equipe principal em 14 de maio de 2016, na goleada por 4–0 sobre o Boavista pela última rodada da Liga NOS.
No dia 21 de agosto, renovou seu contrato com o Porto até 2021, com cláusula de rescisão de 60 milhões de euros.

### Milan
Em 12 de junho de 2017, o Porto confirmou a venda de André Silva ao Milan por 38 milhões de euros. A transferência poderia chegar a 40 milhões, dependendo de variáveis. O jogador assinou com a equipe italiana até 30 de junho de 2022.

### Sevilla
No dia 11 de agosto de 2018, André Silva foi oficializado como reforço do Sevilla por empréstimo de uma temporada com opção de compra. No dia 12 de agosto, estreou oficialmente contra o Barcelona em duelo válido pela Supercopa da Espanha, torneio vencido pelo clube catalão. Já no dia 19 de agosto, realizou sua primeira partida pela La Liga, contra o Rayo Vallecano, marcando três gols na vitória por 4–1. Ele igualou um feito do brasileiro Romário, que em 1993 marcou um hat-trick em sua estreia no Campeonato Espanhol.

### Eintracht Frankfurt
No dia 2 de setembro de 2019 foi anunciado pelo Eintracht Frankfurt, em um empréstimo de dois anos, em uma troca com o Milan, na qual lhe foi cedido o atacante croata Ante Rebić, também por empréstimo. Em 10 de setembro de 2020, Silva foi contratado em definitivo pelo clube alemão, assinando um contrato de três anos.

## Seleção Portuguesa
Em 8 de setembro de 2015, marcou um hat-trick na goleada por 6–1 sobre a Albânia, pelas Qualificações para a Euro Sub-21 de 2017.
Foi convocado pela primeira vez para a Seleção principal no dia 26 de agosto de 2016, sendo chamado pelo treinador Fernando Santos para os jogos com Gibraltar e Suíça. Estreou por Portugal no dia 1 de setembro, na goleada por 5–0 sobre Gibraltar, em que usou a camisa 7 de Cristiano Ronaldo.
André Silva marcou seu primeiro gol pela Seleção no dia 7 de outubro, na goleada por 6–0 sobre Andorra, em jogo válido pelas Eliminatórias da Copa do Mundo de 2018. O atacante teve grande atuação e marcou um hat-trick três dias depois, em mais uma goleada por 6–0, dessa vez sobre as Ilhas Faroé. Com o feito realizado, tornou-se o jogador mais jovem a conseguir marcar três gols pela Seleção Portuguesa, aos 20 anos e 340 dias.

### Copa das Confederações de 2017

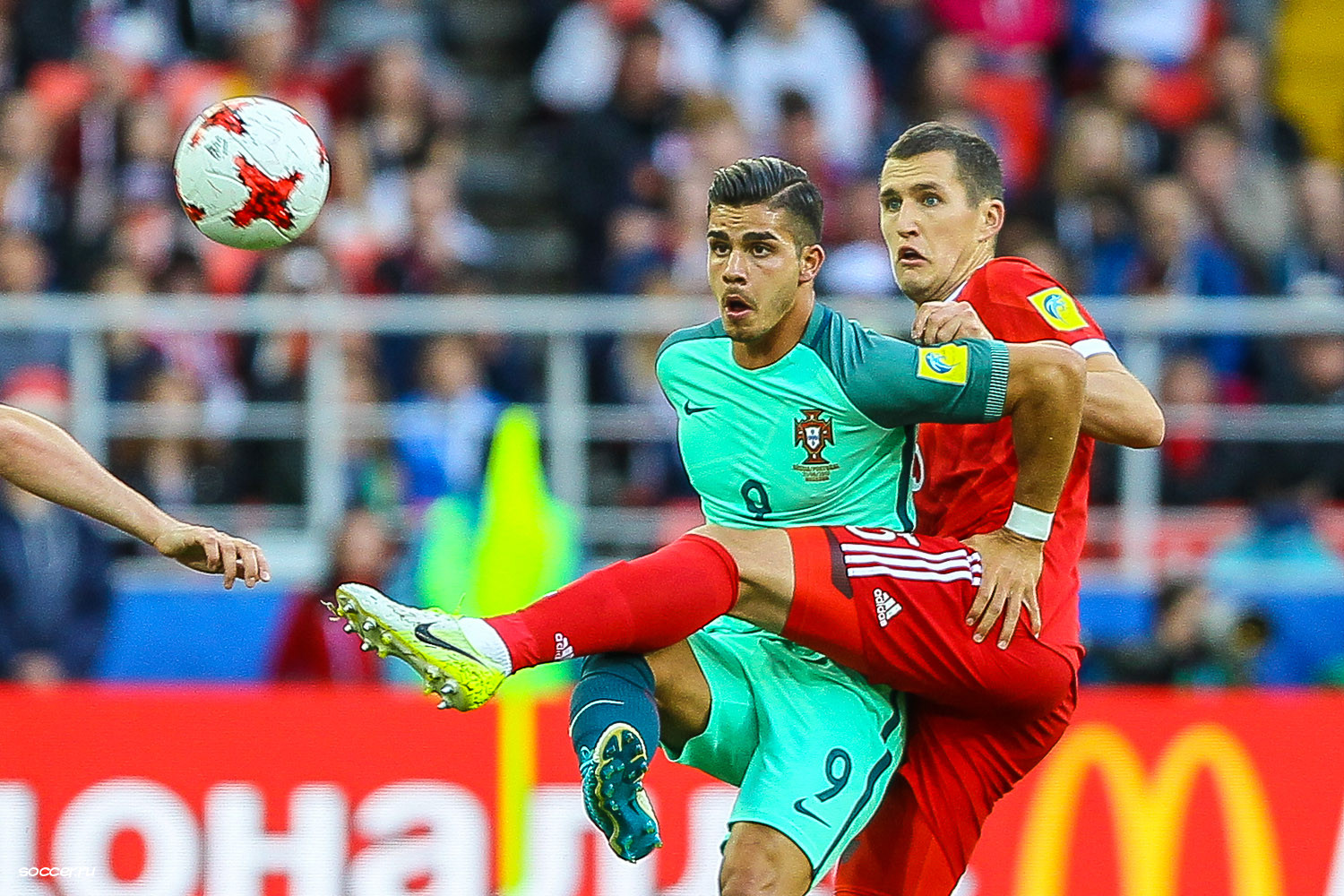
André Silva (esquerda) e Viktor Vasin em 2017

Em junho de 2017, esteve na lista dos convocados para a disputa da Copa das Confederações na Rússia. Na estreia contra o México, no dia 18 de junho, André Silva entrou no segundo tempo e viu sua equipe empatar em 2–2. Marcou um gol na vitória por 4–0 sobre a Nova Zelândia, pela terceira rodada do grupo A e se classificou às semifinais do torneio.
Nas semifinais do torneio, Portugal perdeu nos pênaltis para o Chile por 3–0 e venceu o México por 2–1 na disputa pelo terceiro lugar.

## Estatísticas
Atualizadas até 3 de outubro de 2020

### Clubes
| Equipe              | Temporada         | Campeonato nacional | Campeonato nacional | Copas nacionais | Copas nacionais | Competições continentais | Competições continentais | Total | Total |
| Equipe              | Temporada         | Jogos               | Gols                | Jogos           | Gols            | Jogos                    | Gols                     | Jogos | Gols  |
| ------------------- | ----------------- | ------------------- | ------------------- | --------------- | --------------- | ------------------------ | ------------------------ | ----- | ----- |
| Porto B             | 2013–14           | 21                  | 3                   | –               | –               | –                        | –                        | 21    | 3     |
| Porto B             | 2014–15           | 34                  | 7                   | –               | –               | –                        | –                        | 34    | 7     |
| Porto B             | 2015–16           | 29                  | 14                  | –               | –               | –                        | –                        | 29    | 14    |
| Porto B             | Total             | 84                  | 24                  | –               | –               | –                        | –                        | 84    | 24    |
| Porto               | 2015–16           | 9                   | 1                   | 5               | 2               | –                        | –                        | 14    | 3     |
| Porto               | 2016–17           | 32                  | 16                  | 2               | 0               | 10                       | 5                        | 44    | 21    |
| Porto               | Total             | 41                  | 17                  | 7               | 2               | 10                       | 5                        | 58    | 24    |
| Milan               | 2017–18           | 25                  | 2                   | 1               | 0               | 14                       | 8                        | 40    | 10    |
| Milan               | 2019–20           | 1                   | 0                   | 0               | 0               | 0                        | 0                        | 1     | 0     |
| Milan               | Total             | 26                  | 2                   | 1               | 0               | 14                       | 8                        | 41    | 10    |
| Sevilla             | 2018–19           | 27                  | 9                   | 5               | 2               | 8                        | 0                        | 40    | 11    |
| Sevilla             | Total             | 27                  | 9                   | 5               | 2               | 8                        | 0                        | 40    | 11    |
| Eintracht Frankfurt | 2019–20           | 25                  | 12                  | 3               | 2               | 9                        | 2                        | 37    | 16    |
| Eintracht Frankfurt | 2020–21           | 3                   | 2                   | 1               | 1               | 0                        | 0                        | 4     | 3     |
| Eintracht Frankfurt | Total             | 28                  | 14                  | 4               | 3               | 9                        | 2                        | 41    | 19    |
| Total na carreira   | Total na carreira | 206                 | 65                  | 17              | 7               | 41                       | 15                       | 264   | 87    |

### Seleção Portuguesa
Expanda a caixa de informações para conferir todos os jogos deste jogador, pela sua seleção nacional.
Seleção Principal
|     | Data                   | Local                                        | Resultado | Adversário     | Gol(s) | Competição                  |
| --- | ---------------------- | -------------------------------------------- | --------- | -------------- | ------ | --------------------------- |
| 1.  | 1 de setembro de 2016  | Estádio do Bessa Século XXI, Porto           | 5–0       | Gibraltar      | 0      | Amistoso                    |
| 2.  | 6 de setembro de 2016  | St. Jakob-Park, Basileia                     | 0–2       | Suíça          | 0      | Elim. Copa do Mundo 2018    |
| 3.  | 7 de outubro de 2016   | Estádio Municipal, Aveiro                    | 6–0       | Andorra        | 1      | Elim. Copa do Mundo 2018    |
| 4.  | 10 de outubro de 2016  | Tórsvøllur, Tórshavn                         | 6–0       | Ilhas Faroé    | 3      | Elim. Copa do Mundo 2018    |
| 5.  | 13 de novembro de 2016 | Estádio Algarve, Faro/Loulé                  | 4–1       | Letónia        | 0      | Elim. Copa do Mundo 2018    |
| 6.  | 25 de março de 2017    | Estádio da Luz, Lisboa                       | 3–0       | Hungria        | 1      | Elim. Copa do Mundo 2018    |
| 7.  | 3 de junho de 2017     | Estádio António Coimbra da Mota, Alcabideche | 4–0       | Chipre         | 1      | Amistoso                    |
| 8.  | 9 de junho de 2017     | Estádio Skonto, Riga                         | 3–0       | Letónia        | 1      | Elim. Copa do Mundo 2018    |
| 9.  | 18 de junho de 2017    | Arena Kazan, Cazã                            | 2–2       | México         | 0      | Copa das Confederações 2017 |
| 10. | 21 de junho de 2017    | Arena Otkrytie, Moscou                       | 1–0       | Rússia         | 0      | Copa das Confederações 2017 |
| 11. | 24 de junho de 2017    | Estádio Krestovsky, São Petersburgo          | 4–0       | Nova Zelândia  | 1      | Copa das Confederações 2017 |
| 12. | 28 de junho de 2017    | Arena Kazan, Cazã                            | 0–0 (0–3) | Chile          | 0      | Copa das Confederações 2017 |
| 13. | 2 de julho de 2017     | Arena Otkrytie, Moscou                       | 2–1       | México         | 0      | Copa das Confederações 2017 |
| 14. | 31 de agosto de 2017   | Estádio do Bessa Século XXI, Porto           | 5–1       | Ilhas Faroé    | 0      | Elim. Copa do Mundo 2018    |
| 15. | 3 de setembro de 2017  | Groupama Arena, Budapeste                    | 1–0       | Hungria        | 1      | Elim. Copa do Mundo 2018    |
| 16. | 7 de outubro de 2017   | Estadi Nacional, Andorra-a-Velha             | 2–0       | Andorra        | 1      | Elim. Copa do Mundo 2018    |
| 17. | 10 de outubro de 2017  | Estádio da Luz, Lisboa                       | 2–0       | Suíça          | 1      | Elim. Copa do Mundo 2018    |
| 18. | 10 de novembro de 2017 | Estádio do Fontelo, Viseu                    | 3–0       | Arábia Saudita | 0      | Amistoso                    |
| 19. | 23 de março de 2018    | Estádio Letzigrund, Zurique                  | 2–1       | Egito          | 0      | Amistoso                    |
| 20. | 26 de março de 2018    | Estádio de Genebra, Genebra                  | 0–3       | Países Baixos  | 0      | Amistoso                    |
| 21. | 28 de maio de 2018     | Estádio Municipal de Braga, Braga            | 2–2       | Tunísia        | 1      | Amistoso                    |
| 22. | 2 de junho de 2018     | Estádio Rei Balduíno, Bruxelas               | 0–0       | Bélgica        | 0      | Amistoso                    |
| 23. | 7 de junho de 2018     | Estádio da Luz, Lisboa                       | 3–0       | Argélia        | 0      | Amistoso                    |
| 24. | 15 de junho de 2018    | Estádio Olímpico de Fisht, Sóchi             | 3–3       | Espanha        | 0      | Copa do Mundo 2018          |
| 25. | 25 de junho de 2018    | Arena Mordovia, Saransk                      | 1–1       | Irã            | 0      | Copa do Mundo 2018          |
| 26. | 30 de junho de 2018    | Estádio Olímpico de Fisht, Sóchi             | 1–2       | Uruguai        | 0      | Copa do Mundo 2018          |
| 27. | 6 de setembro de 2018  | Estádio Algarve, Faro/Loulé                  | 1–1       | Croácia        | 0      | Amistoso                    |
| 28. | 10 de setembro de 2018 | Estádio da Luz, Lisboa                       | 1–0       | Itália         | 1      | Liga das Nações da UEFA A   |
| 29. | 11 de outubro de 2018  | Stadion Śląski, Chorzów                      | 3–2       | Polónia        | 1      | Liga das Nações da UEFA A   |
| 30. | 17 de novembro de 2018 | Estádio San Siro, Milão                      | 0–0       | Itália         | 0      | Liga das Nações da UEFA A   |
| 31. | 20 de novembro de 2018 | Estádio D. Afonso Henriques, Guimarães       | 1–1       | Polónia        | 1      | Liga das Nações da UEFA A   |
| 32. | 22 de março de 2019    | Estádio da Luz, Lisboa                       | 0–0       | Ucrânia        | 0      | Elim. Eurocopa 2020         |
| 33. | 25 de março de 2019    | Estádio da Luz, Lisboa                       | 1–1       | Sérvia         | 0      | Elim. Eurocopa 2020         |
| 34. | 17 de novembro de 2019 | Estádio Josy Barthel, Luxemburgo (cidade)    | 2–0       | Luxemburgo     | 0      | Elim. Eurocopa 2020         |
| 35. | 5 de setembro de 2020  | Estádio do Dragão, Porto                     | 4–1       | Croácia        | 1      | Liga das Nações da UEFA A   |
| 36. | 7 de outubro de 2020   | Estádio José Alvalade, Lisboa                | 0–0       | Espanha        | 0      | Amistoso                    |

## Títulos
RB Leipzig
- Copa da Alemanha: 2021–22, 2022–23

Seleção Portuguesa
- Liga das Nações da UEFA: 2018–19

### Prêmios individuais
- Seleção das revelações da UEFA Champions League em 2016[33]
- 23º melhor jogador sub-21 de 2016 (FourFourTwo)[34]